# Джонс, Шантал
Хезер Шантал Джонс (англ. Heather Chantal Jones, род. 8 сентября 1988, Остин, Техас) — американская модель, участница 9-го сезона шоу «Топ-модель по-американски».

## Биография
Шантал Джонс родилась в Остине, штат Техас. Стала известной благодаря участию в девятом сезоне шоу «Топ-модель по-американски» в 2007 году.

## Топ-модель по-американски
Шантал участвовала в 9 сезоне «Топ-модель по-американски». Она держалась хорошо, получала довольно высокие оценки и лишь один раз оказалась в числе двух последних с Сарой Хартшорн, во время съемок музыкального клипа, когда судьи посчитали её съемки "пустой тратой пленки". Но больше она не отставала и дошла до финала, несколько раз оказываясь первой. В финале, когда Джонс осталась вдвоем с Салишей Стауэрс, проводился показ в Пекине. В целом, Шантал прошла хорошо, но при показе последнего платья ей наступил на шлейф один из артистов на ходулях, из-за чего она потеряла самообладание на некоторое время. В итоге судьи выбрали победительницей Салишу, а Шантал заняла второе место.

## Карьера
После окончания шоу «Топ-модель по-американски» Шантал заключила договоры с Nous Model Management, L.A. Models и Paragon Model Management в Мексике. Помимо этого, она получила контракт и с австралийским 62 Models & Talent and Scoop Management. В Гонконге Джонс подписала контракт с Synergy.

#### Фотографии
Её фотографии появляются в таких изданиях, как BL!SS, 7x7 Magazine, California Apparel News, а также в Orange Coast Magazine. Весной 2009-го Шантал появилась на развороте Bride & Bloom Magazine.

#### Телевидение
Шантал Джонс получила небольшую роль на телевидении в «The Bold and the Beautiful». Она появилась три раза на телеканале «Fashion TV», а также на «abc7».

#### Музыкальные клипы
Шантал появилась в клипе к песне Black Eyed Peas «I Gotta Feeling». Кроме того, она — главная героиня клипа «Don’t Wanna Cry» Пита Йорна.

#### Подиум
Шантал работала моделью на L.A. Fashion Week, Mercedes-Benz Fashion Week, FIMD Fashion Show, а также приняла участие в дебютном показе Лорен Конрад и Pussycat Dolls fashion show Робин Антин. Она также участвовала на показах Los Angeles International Textile Show
, LA Mercedes-Benz Fashion Week и на Kidscan charity fashion show в Новой Зеландии.